# Богачевська культура
Богачевська культура — археологічна культура залізної доби на північному сході Польщі. Відноситься до кругу західнобалтійських культур.
Богачевська культура відноситься до доримського часу, а саме 450—350 роки до Р. Х. Носіями культури були західні балти.
Богачевська культура була поширена у окрузі Мрагівських озер (частина Мазурських озер), у північній частині Мазурської рівнини, у окрузі Елкських озер (біля міста Елк) та на Сувальщині.
Населення виробляло скляні намистини, специфічні прикраси (часто декоровані емаллю) та частини одягу, що не мають аналогів в інших культурах.
Могили були плоскими, іноді супроводжувані похованнями коней. До могил клали бронзові римські монети.
Населення цієї культури вело жваві контакти зі скандинавськими народами, східними балтійськими культурами . Був значний розвиток місцевого виробництва бронзи та емалі, торгівля бурштином .